# Olbus jaguar
Olbus jaguar là một loài nhện trong họ Corinnidae.
Loài này thuộc chi Olbus. Olbus jaguar được miêu tả năm 2001 bởi M. J. Ramírez, Lopardo & Bonaldo.